# Сант'Еђидио III (Асколи Пичено)
Сант'Еђидио III (итал. Sant'Egidio III) насеље је у Италији у округу Асколи Пичено, региону Марке.
Према процени из 2011. у насељу је живело 41 становника. Насеље се налази на надморској висини од 97 м.